# Barbara Lee
Barbara Jean Lee (de soltera Tutt; nacida el 16 de julio de 1946) es una política estadounidense, fue representante en Cámara de Representantes de los Estados Unidos del 12.º distrito congresional de California. Lee llevaba en la cámara desde 1998 hasta el 2025, y es miembro del Partido Demócrata. Anteriormente fue representante del 13.º distrito, de 2013 - 2023. Anteriormente también representó el 9.º distrito, de 1998 a 2013, el cual tiene su sede en Oakland y cubre la mayor parte de la parte norte del condado de Alameda.
Lee fue presidenta del Caucus Negro del Congreso (2009–2011) y presidenta emérita y ex copresidenta del Caucus Progresista del Congreso (2005–2009). Es vicepresidenta y miembro fundadora del Caucus de Igualdad LGBTQ+ del Congreso. Lee también copresidió el Comité Directivo Demócrata de la Cámara desde 2019. Ha desempeñado un papel importante en el movimiento contra la guerra, en particular por sus críticas vocales a la guerra de Irak y, tras los ataques del 11 de septiembre, por ser la única miembro del Congreso que votó en contra de la autorización del uso de la fuerza.

## Biografía
Lee nació como Barbara Jean Tutt en El Paso, Texas, hija de Mildred Adaire (de soltera Parish) y Garvin Alexander Tutt, un teniente coronel. Lee es afroestadounidense y, según un análisis de ADN, desciende principalmente del pueblo de Guinea-Bissau y Sierra Leona. Fue criada en la religión católica.
Lee se mudó de Texas a California en 1960 con los padres de su familia militar y asistió a la escuela secundaria San Fernando en el vecindario Pacoima de Los Ángeles. Divorciada antes de cumplir 20 años, Lee fue una joven madre soltera de dos hijos que recibía asistencia pública cuando comenzó a asistir a Mills College. Recibió un MSW de la Universidad de California, Berkeley, en 1975.

## Sus inicios en la carrera política
Como presidenta de la Unión de Estudiantes Negros de Mills College, Lee invitó a la representante Shirley Chisholm a hablar en el campus y continuó trabajando en la campaña presidencial de Chisholm de 1972, sirviendo como su delegada en la Convención Nacional Demócrata de 1972. También como estudiante, fue voluntaria en el capítulo de Oakland del Centro de Aprendizaje Comunitario del Partido Pantera Negra y trabajó en la campaña para la alcaldía de Oakland de 1973 del cofundador de Pantera, Bobby Seale.

## Cámara de Representantes de EE. UU.

### Elecciones
Lee fue miembro del personal del Representante de los EE. UU. Ron Dellums, así como miembro de la Asamblea Estatal de California y del Senado Estatal de California antes de ingresar a la Cámara de Representantes de los EE. UU. Fue elegida para el Congreso en una elección parcial de 1998 con el 66% de los votos. Ella ganó el escaño por derecho propio más tarde ese año con el 82,8% de los votos y ha sido reelegida nueve veces más sin oposición sustantiva en lo que durante mucho tiempo ha sido uno de los distritos más demócratas de la nación. Actualmente tiene un índice de votación de Cook de D+40, lo que lo convierte en el distrito más demócrata de California y el cuarto más demócrata de la nación. El distrito y sus predecesores han estado en manos demócratas sin interrupción desde 1959.
El historial de votaciones de Lee como miembro de la Cámara fue clasificado por el National Journal en 2007, según los votos nominales sobre cuestiones económicas, sociales y de política exterior en 2006. Lee obtuvo un 84,3% en general, lo que significa que votó con una postura más liberal que el 84,3% de la Cámara. National Journal calificó a Lee como votando 82% liberal en temas económicos, 92% liberal en temas sociales y 65% liberal en política exterior. La calificación del 92% en temas sociales proviene de que Lee se agrupó con otros 35 legisladores de la Cámara que empataron en la clasificación más alta y más liberal. Lee recibió una calificación progresiva del 97% de "The Progressive Punch" y una calificación conservadora del 4% de la Unión Conservadora Estadounidense. En 2016, el Informe de calificaciones de 2015 de GovTrack sobre los miembros del Congreso clasificó a Lee como la tercera miembro más progresista de la Cámara.
Lee respaldó a Barack Obama como presidente en las primarias demócratas de 2008. En febrero de 2019 respaldó a Kamala Harris en las primarias demócratas de 2020.
A partir de octubre de 2021, Lee había votado de acuerdo con las posiciones declaradas por Joe Biden el 100 % de las veces.

#### Oposición contra la AUMF
Lee ganó atención nacional en 2001 como la única miembro del Congreso que votó en contra de la Autorización para el uso de la fuerza militar contra terroristas (AUMF), afirmando que votó no porque se opusiera a la acción militar sino porque creía que la AUMF, tal como está escrita, concedía el presidente poderes excesivamente amplios para hacer la guerra en un momento en que los hechos sobre la situación aún no estén claros. Ella "advirtió a sus colegas que tengan 'cuidado de no embarcarse en una guerra abierta sin una estrategia de salida ni un objetivo específico'. Lee dijo:
Era un cheque en blanco al presidente para atacar a cualquier persona involucrada en los atentados del 11 de septiembre, en cualquier lugar, en cualquier país, sin tener en cuenta la política exterior a largo plazo de nuestra nación, los intereses económicos y de seguridad nacional, y sin límite de tiempo. Al otorgar estos poderes excesivamente amplios, el Congreso no cumplía con su responsabilidad de comprender las dimensiones de su declaración. No podría apoyar semejante concesión de autoridad para hacer la guerra al presidente. Creo que pondría en riesgo más vidas inocentes. El presidente tiene la autoridad constitucional para proteger a la nación de nuevos ataques y ha movilizado a las fuerzas armadas para hacer precisamente eso. El Congreso debió esperar a que se presentaran los hechos y luego actuar con mayor conocimiento de las consecuencias de nuestra acción.
Su voto fue noticia nacional y obtuvo una respuesta grande y extremadamente polarizada, con el volumen de llamadas bloqueando la centralita de su oficina de Capitol Hill. Aunque parecía haber reflejado las creencias de la mayoría de sus electores, la mayoría de las respuestas de otras partes de la nación fueron de enojo y hostilidad, algunos la llamaron "comunista" y "traidora". Entre las respuestas recibió amenazas de muerte contra ella o su familia hasta el punto de que la Policía del Capitolio le puso guardaespaldas las 24 horas. Lee también fue criticada por los políticos y en las páginas editoriales de los periódicos de tendencia conservadora, por ejemplo en la columna de John Fund en The Wall Street Journal. En 2002, recibió el Premio de la Paz Seán MacBride del International Peace Bureau por su voto.
En su discurso de agradecimiento, citó a Nathan D. Baxter, diácono de la National Cathedral: "Al actuar, no nos convirtamos en el demonio al que deploramos."
El 29 de junio de 2017, la House Appropriations Committee aprobó la propuesta de Lee para anular el AUMF de 2001 que estaba en el origen de las acciones militares de EE. UU. tras el 11 de septiembre. La modificación, si se hubiera aprobado, habría requerido que el AUMF fuera eliminado en 240 días. En junio de 2002, Lee propuso una legislación para anular el AUMF que fue aprobada por 268 votos a 161. Una legislación similar está siendo examinada por el Senado.

#### Otras opiniones de política exterior
Aunque Lee es considerada una demócrata liberal, ocasionalmente se ha separado de miembros de su partido a lo largo de su carrera, especialmente en política exterior. Ella votó a favor de limitar las operaciones militares en la República Federal de Yugoslavia, en contra de autorizar ataques aéreos y a favor de un plan respaldado por los republicanos para retirar las tropas estadounidenses de la operación en 1999. Lee votó en contra de la Resolución de la Guerra de Irak en 2002. Fue una de los 46 demócratas que votaron a favor de la Ley de libertad de expresión On-line de 2005. Lee fue una de los 13 demócratas que votaron en contra de un proyecto de ley de asignaciones suplementarias de emergencia en 2007 que, entre otras cosas, financiiaba la guerra de Irak pero requería la retirada de las fuerzas estadounidenses para el 1 de octubre, pero a favor de anular el veto del presidente Bush a la medida el 2 de mayo. En noviembre de 2009, Lee fue una de los 36 representantes que votaron en contra de la Resolución 867 de la Cámara de Representantes, que condenaba el Informe Goldstone de la ONU. Ella votó a favor de retirar las tropas de Afganistán en 2010 y 2011. Lee también votó a favor de resoluciones similares que implican la retirada de tropas de Pakistán y, más recientemente, de Libia. Se unió a sus colegas republicanos, una de los 70 demócratas que lo hicieron, al votar en contra de una resolución para autorizar el uso limitado de la fuerza en Libia. Lee también fue una de las 36 demócratas que votaron para limitar los fondos asignados para operaciones militares en Libia.
En una entrevista de agosto de 2017, Lee dijo sobre los comentarios del presidente Donald Trump sobre Corea del Norte: "Su ruido de sables está poniendo en riesgo al mundo. Estados Unidos debería ser el adulto en la sala", y que su retórica le recordaba las noticias sobre la crisis de los misiles en Cuba durante su adolescencia, y agregó, "las palabras de guerra no eran tan profundas, peligrosas y aterradoras [ entonces] como son ahora."
En septiembre de 2018, Lee fue una de los 11 demócratas de la Cámara de Representantes que firmaron una declaración anunciando su intención de "presentar una nueva resolución privilegiada en septiembre invocando la Resolución de poderes de guerra de 1973 para retirar a las Fuerzas Armadas de EE. UU. de participar en el conflicto de la coalición liderada por Arabia Saudita con los huzíes si continúan las escaladas adicionales y no se logra avanzar hacia un acuerdo de paz".
En abril de 2019, después de que la Cámara aprobara la resolución retirando el apoyo estadounidense a la coalición liderada por Arabia Saudita en Yemen, Lee fue una de los nueve legisladores que firmaron una carta a Trump solicitando una reunión con él e instándolo a firmar la "Resolución Conjunta del Senado 7, que invoca la Ley de Poderes de Guerra de 1973 para poner fin a la participación militar estadounidense no autorizada en el conflicto armado de la coalición liderada por Arabia Saudita contra las fuerzas hutíes de Yemen, iniciado en 2015 por la administración Obama". Afirmaban que "la imposición de la coalición liderada por Arabia Saudita de un bloqueo aéreo, terrestre y marítimo como parte de su guerra contra los hutíes de Yemen ha seguido impidiendo la distribución sin trabas de productos vitales, contribuyendo al sufrimiento y la muerte de un gran número de civiles en todo el país" y que la aprobación de la resolución por parte de Trump enviaría una "poderosa señal a la coalición liderada por Arabia Saudita para poner fin a una guerra que llevaba ya cuatro años".
En julio de 2019, Lee votó en contra de una resolución de la Cámara que condenaba el Movimiento Global de Boicot, Desinversión y Sanciones contra Israel. La resolución pasó por 398 votos frente a 17.
En octubre de 2020, Lee firmó una carta al Secretario de Estado Mike Pompeo condenando las operaciones ofensivas de Azerbaiyán contra el enclave de población armenia de Nagorno-Karabaj.
En abril de 2021, Lee apoyó el plan de Joe Biden de retirar todas las tropas estadounidenses de Afganistán.

#### Control de armas
Lee es firme defensora de la legislación que restringe la disponibilidad de armas. Participó en la sentada de 2016 contra la violencia armada en la Cámara de Representantes. Los miembros demócratas del Congreso adoptaron el lema "No Bill, No Break" en un intento de impulsar la introducción de una legislación que aumente las restricciones sobre las armas. En una declaración sobre la sentada, Lee dijo:

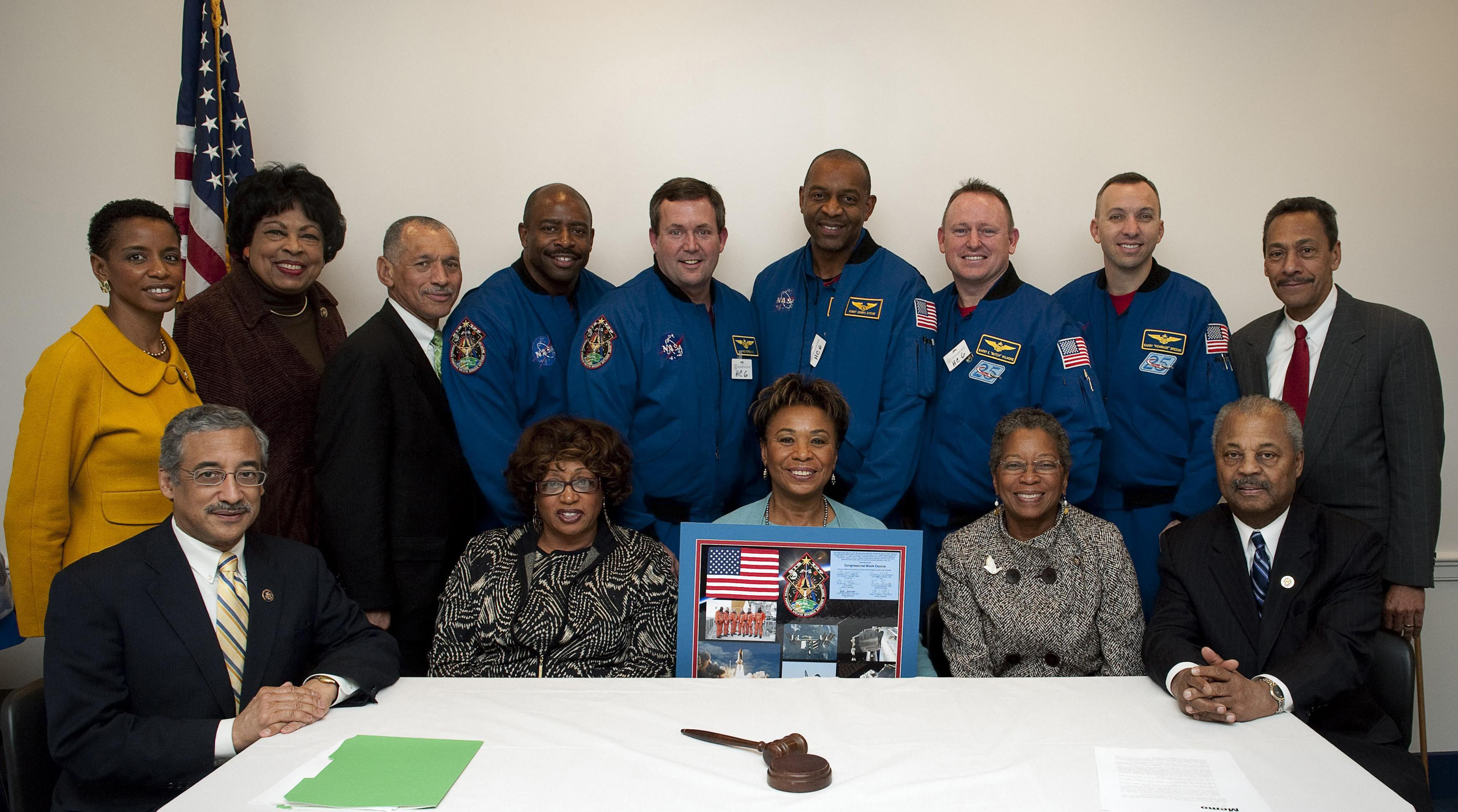
Barbara Lee se reúne con el administrador de la NASA Charles Bolden y la tripulación del transbordador espacial STS-129 (2010)

Una y otra vez, los republicanos de la Cámara de Representantes han bloqueado nuestra capacidad de mantener la seguridad de los estadounidenses impidiendo que aprobemos reformas de sentido común en materia de armas, incluido el cierre de una flagrante laguna jurídica que permite a los presuntos terroristas comprar armas de guerra. Estas armas de guerra, algunas de las cuales pueden disparar 900 balas por minuto, no tienen lugar en las calles de Estados Unidos. Simplemente no podemos permitir esta locura. Mis electores y la gente de todo el país exigen que se actúe, pero los líderes republicanos de la Cámara de Representantes los ignoran. Ya se han perdido demasiadas vidas a causa de la violencia armada sin sentido. Ya es suficiente; el Congreso debe actuar para proteger las vidas de los estadounidenses.

#### Medioambiente
Lee presentó la Ley de Mujeres y Cambio Climático en febrero de 2018. El proyecto de ley tiene como objetivo crear un Grupo de Trabajo Interinstitucional Federal sobre Mujeres y Cambio Climático. Lee dijo sobre la Ley: "El cambio climático ya está afectando a las comunidades de todo el mundo con un efecto desproporcionado en los residentes más pobres del mundo. Las mujeres constituyen la mayoría de los pobres del mundo y son especialmente vulnerables a los cambios bruscos en el medio ambiente. Como líderes en sus familias, las mujeres están llamadas a encontrar comida y agua limpia, asegurar una vivienda segura y cuidar a sus seres queridos. A medida que el cambio climático empeora, provocando sequías históricas, aumento del nivel del mar y tormentas violentas, las mujeres y las niñas serán las más afectadas por esta crisis mundial".

#### Educación
Lee es también promotora de la Ley de Intercambio Educativo Estados Unidos-Caribe Shirley A. Chisholm, que mejoraría las relaciones exteriores de Estados Unidos con las naciones de CARICOM. Esta ley ordena a la Agencia de los Estados Unidos para el Desarrollo Internacional (USAID) desarrollar un programa integral que amplíe y amplíe las iniciativas escolares primarias y secundarias existentes en el Caribe para proporcionar métodos de capacitación docente y una mayor participación comunitaria en las actividades escolares. El proyecto de ley lleva el nombre de Shirley Chisholm, quien ayudó a inspirar a Lee a involucrarse en la política cuando Chisholm se postuló para la nominación demócrata a la presidencia; Lee fue la presidenta de la campaña de Chisholm en el norte de California.

#### Panteras Negras
En 1968, Lee comenzó a trabajar como voluntaria en el Centro de Aprendizaje Comunitario del Partido Pantera Negra en Oakland. También trabajó en la campaña de 1973 de Bobby Seale para ser alcalde de Oakland.
Lee no estuvo de acuerdo con que el Servicio de Parques Nacionales retirara los fondos para un Proyecto del Black Panther Legacy en 2017. Emitió un comunicado que decía: "Es indignante que el Servicio de Parques Nacionales haya despojado de recursos al Proyecto de Investigación, Interpretación y Memoria del Partido Pantera Negra. El Partido Pantera Negra fue una parte integral del movimiento de derechos civiles y el público tiene derecho a conocer su historia. Hago un llamamiento al Servicio de Parques Nacionales y al Departamento del Interior para que den una explicación completa de por qué se han retirado estos recursos federales críticos".

#### Canabis
Lee ha apoyado varios esfuerzos para reformar las leyes de cannabis en el Congreso. En 2018, presentó la Ley de Justicia sobre la Marihuana cuyo objetivo era eliminar el cannabis de la Ley de Sustancias Controladas, sancionar a los estados que ejecutan de manera desproporcionada la legislación sobre el cannabis (por raza o nivel de ingresos) y promulgar otras reformas relacionadas con la justicia social. Entre otras normas legislativas promovidas por Lee cabe mencionar la Ley de Protección de los Derechos de Propiedad de la Marihuana Médica de los Estados, la Ley de Puerto Seguro de la Marihuana Médica para Veteranos, la Ley de Restricción de la Aplicación y Regulaciones Federales Excesivas del Cannabis (REFER), y la de Participación equitativa y Sostenible en el Comercios Emergentes de Cannabis (RESPECT). Lee fue una de las copromotoras originales de la Ley Federal de Terminación de la Prohibición de la Marihuana cuando se presentó por primera vez en 2011. En enero de 2019, fue nombrada copresidenta del Caucus de Cannabis del Congreso.

#### Objeciones a las elecciones presidenciales
En 2001, Lee y otros miembros de la Cámara se opusieron al recuento realizado de los votos electorales de Florida en las elecciones presidenciales de 2000 tras un polémico recuento. Puesto que ningún senador se unió a su objeción, esta fue desestimada por el presidente del Senado, Al Gore, quien perdió las elecciones ante George W. Bush.
En 2005, Lee fue una de los 31 demócratas de la Cámara de Representantes que votaron en contra de aceptar los votos electorales de Ohio en las elecciones presidenciales de 2004. Bush ganó Ohio por 118.457 votos.
Tras las elecciones presidenciales de 2016, Lee se opuso al recuento electoral de Michigan y Virginia Occidental pero como tampoco en este caso ningún senador se unió a sus objeciones, fueron desestimadas. Donald Trump ganó Michigan por poco más de 10.000 votos y Virginia Occidental por más de 300.000 votos.

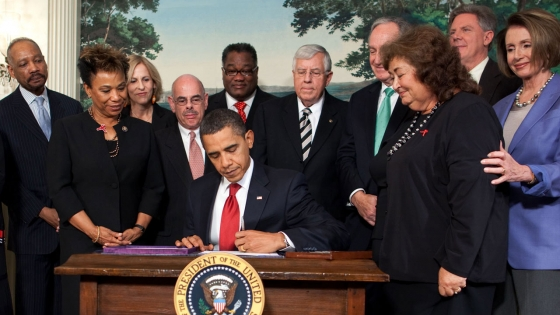
Barbara Lee se reúne con el presidente Barack Obama (2009)

#### Presupuesto de defensa
Lee pidió un recorte del 10% del presupuesto militar de los Estados Unidos. Respaldó una enmienda que reduciría el tamaño de la Ley de Autorización de la Defensa Nacionalpara el año fiscal 2021, pero la mayoría de los demócratas y republicanos la rechazaron.

#### Vivienda
Lee ha hecho de la vivienda asequible en el área de East Bay y más allá una prioridad principal. Ha apoyado y respaldado la legislación destinada a ampliar las oportunidades deacceso a la propiedad de vivienda, mejorar la calidad de la vivienda pública y ayudar a las personas sin hogar.

#### Asistencia sanitaria
Lee criticó vehementemente la Enmienda Stupak-Pitts, que imponía restricciones a los planes de seguro médico que brindan cobertura para abortar en el contexto de la Ley de Atención Médica Asequible para Estados Unidos. Apoya la norma Medicare para todos.

#### Aborto
Lee está a favor del derecho al aborto. El 30 de septiembre de 2021, en una audiencia del Comité de Supervisión y Reforma del Congreso, contó que tuvo que viajar a México para un aborto "por la puerta de atrás" en la década de 1960. "Estoy compartiendo mi historia a pesar de que creo que es algo muy personal y no asunto de nadie, y ciertamente no es asunto de los políticos. Pero me veo obligada a hablar debido a los riesgos reales de que el reloj retroceda a esos días antes de Roe vs. Wade ", dijo. Lee se opuso a la anulación de 2022 de Roe v. Wade, que calificó como un "ataque a la libertad reproductiva" y culpó a un "ataque estratégico coordinado de décadas contra los derechos de las mujeres por parte de extremistas de derecha".

#### Materia económica
El 29 de septiembre de 2008, Lee fue una de los 95 demócratas que votaron en contra de la derrotada Ley de Estabilización Económica de Emergencia. Ella votó por una versión modificada el 3 de octubre.

#### Pena de muerte
En 2002, la oposición de Lee a la pena de muerte fue reconocida por Death Penalty Focus, que le otorgó el premio Mario Cuomo Act of Courage.

#### Louis Farrakhan
En marzo de 2018, Lee dijo: "Condeno inequívocamente los comentarios antisemitas y de odio del ministro Farrakhan".

### Tareas del comité
El 30 de noviembre de 2018, la líder demócrata de la Cámara de Representantes, Nancy Pelosi, anunció que había recomendado a Lee para que se convirtiera en uno de los tres copresidentes del Comité Directivo y de Políticas, junto con Rosa DeLauro y Eric Swalwell. El cambio fue aprobado el 11 de diciembre de 2018.
El 15 de marzo de 2013, Lee anunció el relanzamiento oficial del Caucus de Trabajo Social del Congreso en el Congreso 113 como su nueva presidenta.
Lee presidió el Caucus Negro del Congreso de 2008 a 2010.
El 28 de noviembre de 2018, Lee no consiguió convertirse en presidente del Caucus Demócrata de la Cámara, perdiendo la votación frente a Hakeem Jeffries. Ella culpó a la discriminación por edad y sexismo por su derrota.

## Vida personal

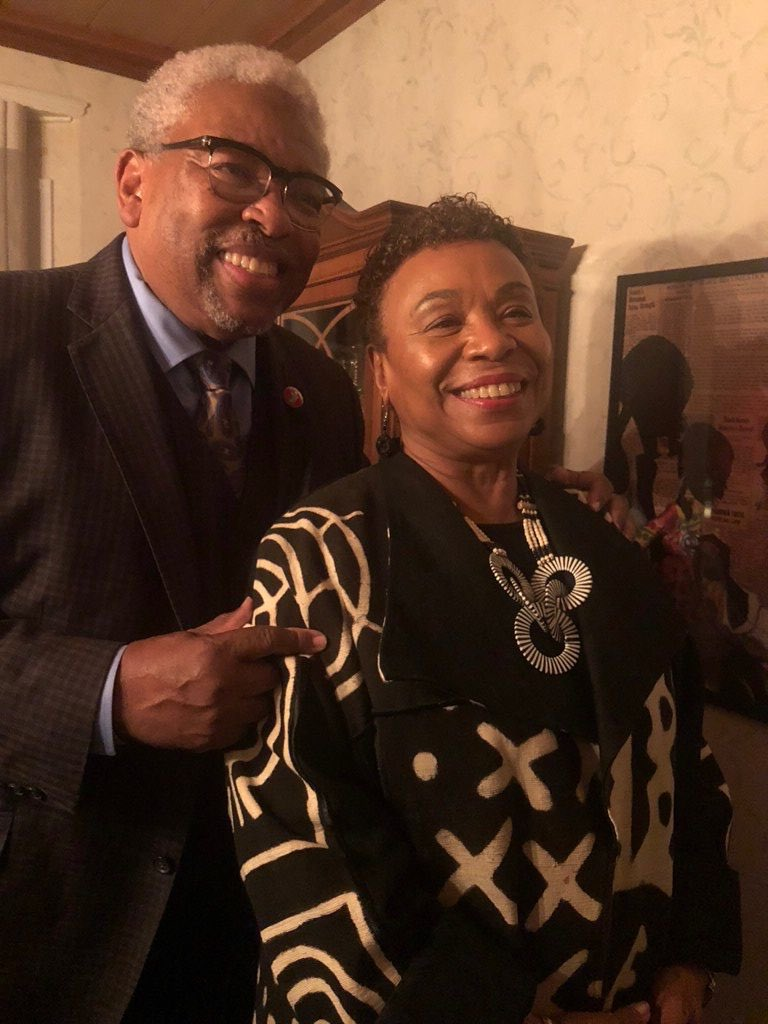
Lee con el Rev. Dr. Clyde Oden Jr. el día de su boda el 31 de diciembre de 2019.

En 2002, la Abadía de la Paz en Boston otorgó a Lee el Premio al Valor de la Conciencia por su voto en contra del llamamiento a la guerra después de los ataques del 11 de septiembre. En su discurso, dijo, "no nos convirtamos en el mal que deploramos".
En 2003, Lee fue reconocida como Mujer de Paz en los premios Global Exchange Human Rights Awards en San Francisco con Bianca Jagger, Arundhati Roy y Kathy Kelly. En 2010, Lee aceptó el desafío de los cupones de alimentos y también apareció en el documental Food Stamped.
En 2014, Lee, Hill Harper y Meagan Good colaboraron en el libro más vendido de Enitan Bereola II, Gentlewoman: Etiquette for a Lady, from a Gentleman.
Lee estuvo casada y se divorció a la edad de 20 años, criando a sus dos hijos como madre soltera.
Convertida a la religión de la iglesia bautista, Lee se casó con el pastor Clyde Oden Jr. el 31 de diciembre de 2019.